# Rodrigo Contreras
Pour les articles homonymes, voir Contreras.
Contreras  Pinzón est un nom espagnol. Le premier nom de famille, en général paternel, est Contreras ; le second, en général maternel, souvent omis, est Pinzón.
Rodrigo Contreras Pinzón, né le 2 juin 1994 à Villapinzón (département de Cundinamarca), est un coureur cycliste colombien, , membre de la formation NU Colombia.

## Repères biographiques
En 2005, la première compétition cycliste de Rodrigo Contreras s'effectue en VTT et non sur un vélo de route. Elle se termine par quelques chutes et écorchures et la déception de n'avoir pas obtenu de résultats. Rodrigo a onze ans et pratique cette spécialité car il n'a que cette bicyclette dans la vereda de Salitre, où il vit. Il n'excelle pas dans cette discipline mais conscient de ses possibilités, il réclame un vélo de route à son père. La vieille machine qu'il lui fournit lui permet de terminer sixième de "Jeux intercollèges" à Fusagasugá. Encourager par ses résultats, son père lui offre un veau pour que Rodrigo organise une tombola afin de s'acheter un vélo. Pendant une semaine, il sillonne les alentours pour vendre des tickets à 10 000 pesos et récolte six millions. Ce qui lui permet de s'acheter à Tunja un vélo de course, pratiquement neuf, de la marque Cervélo, équipé d'un groupe Dura-Ace. Avec son acquisition, il rivalise alors avec un jeune talent de Pesca, Miguel Ángel López, sans rival dans les montagnes boyacenses. Tantôt l'un gagnait, tantôt l'autre. Contreras attire l'attention de Serafín Bernal, qui voit en lui un nouveau Mauricio Soler. L'entraîneur lui propose de venir vivre à Tunja et le prépare pour la Vuelta del Porvenir (le Tour de Colombie junior). En 2011, il termine septième et en 2012, il achève la compétition sur le podium à une seconde du vainqueur José Tito Hernández. Sa façon de se comporter en course attire l'attention de Coldeportes-Claro, équipe qui lui offre un contrat et lui sert de tremplin pour signer avec les Etixx-Quick Step.

### 2016 - 2017
En 2016, avec son compatriote Fernando Gaviria, il rejoint l'équipe World Tour belge Etixx-Quick Step, qui le surveillait depuis sa cinquième place au Tour de San Luis 2015. Lors de l'édition 2016, troisième à l'issue de la quatrième étape, il est impliqué, le lendemain, dans la chute qui fit comme principale victime Adriano Malori. L'épanchement de liquide interne au genou qui s'ensuivit lui gâche sa saison. Allant de tendinite en tendinite, il ne court que 32 jours de compétitions, abandonnant treize des seize épreuves où il prit le départ. Mentalement éprouvé par ses blessures, il est loin d'un niveau acceptable lorsqu'il reprend la compétition, en surpoids notamment. Au point qu'en octobre, le manager de l'équipe Patrick Lefevere décide de résilier son contrat, en commun accord avec le coureur, ce dernier retournant en Colombie. Lefevere explique qu'il « n'était pas prêt à être un coureur professionnel », mais assurant qu'il garde contact avec le Cundinamarqués.
Il remercie l'équipe Coldeportes-Zenú-Claro de l'avoir accueilli de nouveau, son appui est important pour la suite de sa carrière. Il veut mettre à profit son retour en Colombie pour (re)prendre confiance et se remettre à niveau. Avec l'envie de bien faire les choses, il arrive à son premier objectif de la saison, le championnat de Colombie du contre-la-montre avec l'intention de le remporter. Il se contente de la médaille d'argent, satisfait de ne perdre que face à Jarlinson Pantano. Pour 2017 et sa première saison en catégorie Élite, il veut réaliser un bon Tour de Colombie et retrouver la sélection nationale de son pays pour disputer les championnats panaméricains et pourquoi pas les championnats du monde. Sa saison est jalonnée de podiums tous acquis grâce à ses résultats en contre-la-montre. Avec la sélection nationale, il s'empare de la médaille d'argent aux championnats panaméricains et s'impose en fin de saison aux Jeux bolivariens. Avec son équipe, il termine deuxième de la Vuelta al Tolima, et de la Vuelta a Boyacá. Toutefois son Tour national est non conforme à ses ambitions et il ne participe pas aux Mondiaux.

### 2018
Rodrigo Contreras change d'équipe à l'intersaison et arrive dans l'équipe continentale EPM. Il remporte pas moins de neuf victoires en contre-la-montre de janvier à août. Dans les championnats, malgré deux quatrièmes places au national et au panaméricain, il s'impose dans l'effort solitaire avec sa sélection aux Jeux sud-américains et aux Jeux d'Amérique centrale et des Caraïbes. Au calendrier national, Rodrigo Contreras s'illustre en début d'année en tentant une échappée solitaire dans les deux dernières étapes de la nouvelle épreuve colombienne Colombia Oro y Paz, échouant à chaque fois de peu,. Puis il s'octroie deux victoires au classement général de la Vuelta al Valle del Cauca et de la Vuelta al Tolima (grâce à ses succès dans les "chronos" et un bon comportement dans les autres étapes). En août, il confirme son statut de favori et de meilleur spécialiste de la discipline dans son pays en remportant les deux contre-la-montre du Tour de Colombie,.
Quelques jours plus tard, la presse spécialisée annonce le retour de Rodrigo Contreras dans le peloton World Tour pour la saison suivante en signant avec l'équipe Astana. Pour Alexandre Vinokourov, manager général de la formation kazakhe, Contreras est un coureur jeune, à fort potentiel sur les contre-la-montre. Il a obtenu de bons résultats au niveau continental et "Vino" espère qu'il concrétisera ses aptitudes dans les épreuves de l'élite mondial. Le Kazakh ajoute que le coureur aura toutes l'infrastructure nécessaire dans son équipe pour son développement et qu'il est très optimiste quant à l'arrivée de Contreras dans sa formation.

### 2019-2021
Lors de la première saison, Contreras obtient quelques résultats intéressants (comme une victoire d'étape au Tour du Rwanda). Majoritairement dans un travail de gregario, lors des deux années suivantes, il ne peut se faire suffisamment remarquer par ses dirigeants pour les convaincre de lui offrir une extension de contrat. Ainsi en novembre 2021, l'équipe EPM-Scott l'annonce l'avoir enrôlé pour la saison suivante. Pour Contreras, c'est un retour dans une formation où il avait milité en 2018.

### 2022-
Rodrigo Contreras domine la saison cycliste, remportant pas moins de six courses à étapes du calendrier national colombien.

## Palmarès sur route
- 2013
  - 6e étape du Tour de Bolivie
- 2014
  -  Champion panaméricain du contre-la-montre espoirs
  - 3e étape du Tour de Colombie espoirs
  - 2e du championnat de Colombie du contre-la-montre espoirs
  - 3e de la Vuelta al Tolima
  - 4e du championnat panaméricain sur route espoirs
- 2015
  - 1re étape du Czech Cycling Tour (contre-la-montre par équipes)
- 2016
  - 1re étape du Tour de San Luis (contre-la-montre par équipes)
- 2017
  -  Médaillé d'or du contre-la-montre des Jeux bolivariens
  - 1re étape de la Vuelta al Tolima
  - 2e de la Vuelta al Tolima
  -  Médaillé d'argent du championnat de Colombie du contre-la-montre
  -  Médaillé d'argent du championnat panaméricain du contre-la-montre
  - 2e de la Vuelta a Boyacá
- 2018
  -  Médaillé d'or du contre-la-montre aux Jeux sud-américains
  -  Médaillé d'or du contre-la-montre aux Jeux d'Amérique centrale et des Caraïbes
  - 3e étape de la Clásica de Rionegro (contre-la-montre)
  - Vuelta al Valle del Cauca :
    - Classement général
    - 3e étape (contre-la-montre)

  - Vuelta al Tolima :
    - Classement général
    - 1re étape (contre-la-montre)

  - 1re étape de la Clásica de El Carmen de Viboral (contre-la-montre)
  - Prologue et 7e étape (contre-la-montre) du Tour de Colombie
- 2019
  - 8e étape du Tour du Rwanda
- 2022
  -  Champion panaméricain du contre-la-montre
  - Vuelta al Valle del Cauca :
    - Classement général
    - 3e (contre-la-montre) et 4e étapes

  - Clásica de Rionegro :
    - Classement général
    - 2e étape

  - 10e étape du Tour de Colombie
  - Clásica de Girardot :
    - Classement général
    - Prologue (contre-la-montre)

  - Clásica de Fusagasugá :
    - Classement général
    - 1re étape (contre-la-montre)

  - Clásica de El Carmen de Viboral
  - Vuelta a Boyacá
    - Classement général
    - 3e (contre-la-montre) et 4e étapes

  - 2e de la Vuelta al Tolima
  -  Médaillé d'argent du contre-la-montre des Jeux bolivariens
  -  Médaillé d'argent de la course en ligne des Jeux bolivariens
  -  Médaillé d'argent du contre-la-montre aux Jeux sud-américains
- 2023
  - 1re étape de la Vuelta a Cundinamarca
  - Clásica de El Carmen de Viboral : 
    - Classement général
    - 3e étape (contre-la-montre)

  - Vuelta al Tolima :
    - Classement général
    - 3e étape

  - Tour de Colombie :
    - Classement général
    - 9e étape

  - Vuelta a Boyacá : 
    - Classement général
    - 3e étape (contre-la-montre)

  - 6e étape du Clásico RCN
  - 2e de la Vuelta a Cundinamarca
  - 2e du Tour de Colombie
  - 2e du Clásico RCN
  - 2e du championnat de Colombie du contre-la-montre
- 2024
  - Classement général du Tour Colombia
  - Vuelta al Tolima : 
    - Classement général
    - 3e et 4e étapes

  - Clásica de Anapoima : 
    - Classement général
    - 1re (contre-la-montre) et 2e étapes

  - 3e étape de la Vuelta Bantrab
  - Tour de Colombie :
    - Classement général
    - Prologue et 9e étape

  - 3e étape de la Clásica de Girardot (contre-la-montre)
  - 2e étape de la Clásica de Marinilla (contre-la-montre)
  - 3e du championnat de Colombie du contre-la-montre
  - 3e de la Clásica de Rionegro
- 2025
  - Clásica de Rionegro
  - Clásica de Anapoima : 
    - Classement général
    - 2e et 3e (contre-la-montre) étapes

  - 3e étape du Tour de Colombie (contre-la-montre)
  -  Médaillé d'argent du championnat panaméricain du contre-la-montre

## Résultats sur les grands tours

### Tour d'Italie
1 participation
- 2020 : 110e

## Classements mondiaux
| Année                                 | 2014 | 2015 | 2016  | 2017 | 2018  | 2019 | 2020  | 2021  | 2022 | 2023  | 2024 |
| ------------------------------------- | ---- | ---- | ----- | ---- | ----- | ---- | ----- | ----- | ---- | ----- | ---- |
| Classement mondial                    |      |      | 2386e | 818e | 1293e | 819e | 1279e | 1189e | 638e | 1042e | 341e |
| UCI America Tour                      | 54e  | 141e | 470e  | 36e  | 114e  | 97e  | 107e  | 170e  | 55e  | nc    | 34e  |
|                                       |      |      |       |      |       |      |       |       |      |       |      |
| Légende : nc = non classéSource : UCI |      |      |       |      |       |      |       |       |      |       |      |